# 2022年11月8日の月食
本項では2022年11月8日の月食について述べる。地球上で発生する月食としては2022年5月16日以来約半年ぶりで、2022年に発生する最後の月食である。また、皆既食が発生している間に天王星が月の裏に隠れる天王星食が同時に発生するという非常に稀な現象が観測された。

## 概要
この月食のサロス周期は136番。アメリカ航空宇宙局 (NASA) によって計算されている最大食分は1.3589で、月の全体が地球の本影に入る皆既月食である。部分食は約3時間半、皆既食は約1時間半に渡って継続した。同年11月14日に軌道上において最も地球から離れる遠地点に到達する少し前のタイミングであったため、地球上から見た月の移動速度が遅く、通常よりも長い時間に渡って食が継続する月食となった。この月食を終えると、次に地球上で月食が発生するのは2023年5月5日（この月食は半影月食）であるが、皆既月食に限定すると約2年半後の2025年3月14日まで発生しない。日本国内に限定すると、2025年3月14日の月食は一部の地域で部分月食が観測される程度に留まり、次に全国で皆既月食が観測できるようになるのは約3年後の2025年9月8日となる。11月に起きる満月のことをビーバーが冬に備えて食料を備蓄するなどの準備を行い始める時期であることから伝統的に「ビーバームーン (Beaver moon)」と呼称することがあり、この月食は Beaver blood moon などとも呼称されている。また、この月食の発生当日はアメリカ合衆国にて中間選挙（2022年アメリカ合衆国選挙）が行われる日であり、アメリカの歴史上において初めて月食の発生日と選挙の投票日が被ることから、この月食は Election Eclipse とも呼称された。

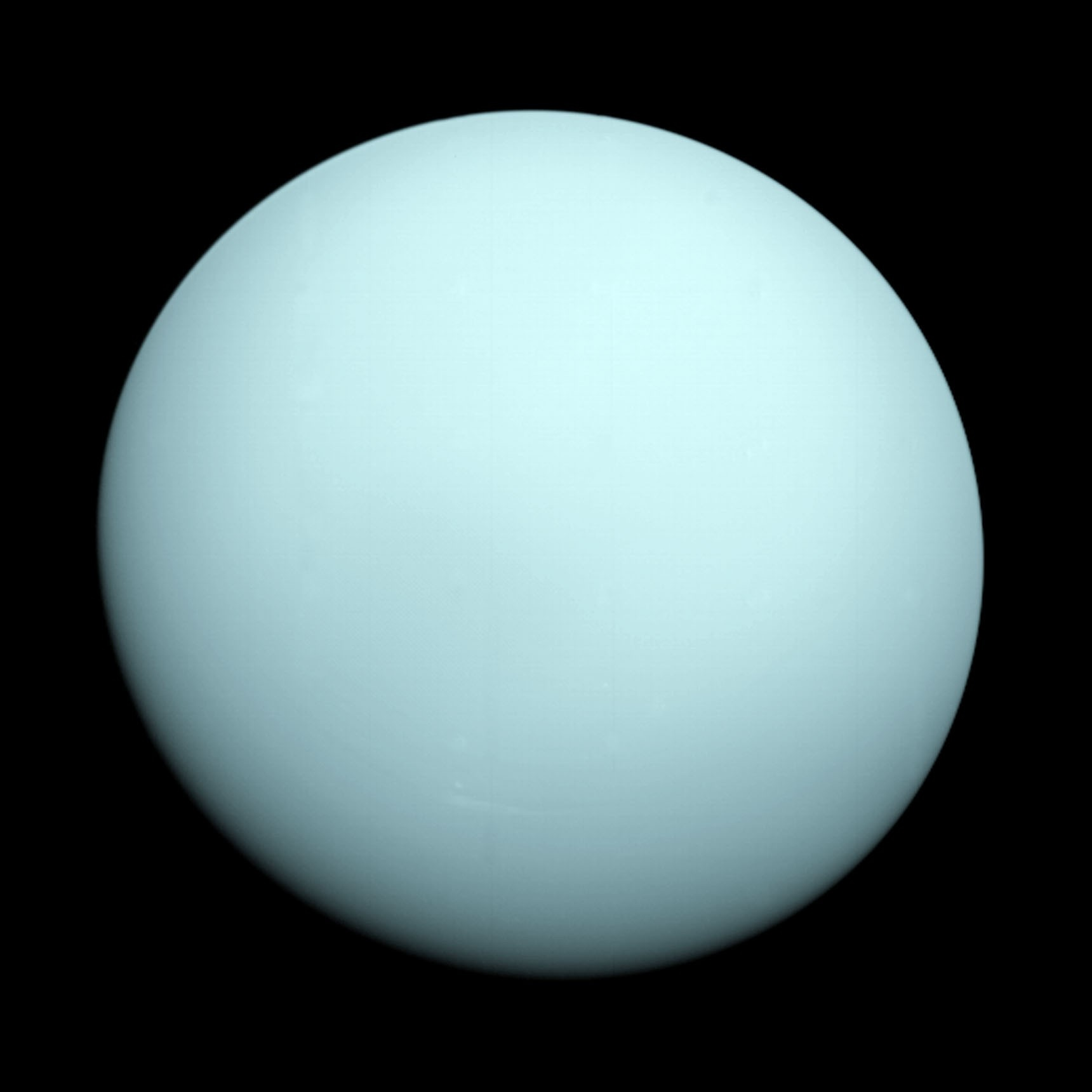
天王星

この月食の皆既食が発生している間には、視等級が5.6等級の天王星が月の後ろに隠れる天王星食が一部の地域で観測される。天王星に限らず太陽系の他の惑星を含めても、月食の間に惑星食が発生するのは非常に稀な現象である。天王星は肉眼で観測できる限界に近い明るさしかないため、通常の天王星食は観測しづらい現象であるが、今回のように月食が同時に起きている場合では月自体が大きく暗くなっているため、容易に観測を行える状況となる。惑星の種類を問わず、21世紀において月食の間に惑星食が発生するのはこれが最後であり、次にこのような現象が発生するのは2235年6月2日の皆既月食中に起きる天王星食となる。

## 観測
この皆既月食は日本列島を含む東アジア、北アメリカ、オセアニアといった太平洋沿岸や北極圏で広く観測される。東アジアや南アジア、オーストラリア、ニュージーランドなどの地域では月食が始まっている状態で月が昇る「月出帯食」となり、日本でも西日本の一部地域では半影食が始まる時点ではまだ月が地平線から昇っていないため観測はできなかった。天文ニュースサイト「Space.com」は、全ての地域で天候が安定しているとすると地球上で約27億人がこの月食を観測できると推定している。一方で、皆既食が発生している段階で天王星食が発生するのはアジアや北アメリカ北西部、北極圏などの地域となった。
| 最大食時に月から見た地球の見え方 | 2022年11月8日の皆既月食の経過 | 月食の観測が可能な領域（白）を示した地図 |

### 日本国内での観測
日本の大部分では皆既食の発生中に天王星の月への潜入が発生するが、北海道と東北地方の大部分、関東地方の一部は皆既食の終了後に天王星の月への潜入が始まる。日本国内で皆既食が起きている間に惑星食が観測されるのは1580年7月26日に発生した土星食以来約440年ぶりであり、天王星食に限ると過去5,000年間に渡って発生していない。次に発生するのは約320年後の2344年7月26日となり、こちらも土星が月に隠される土星食となる。
月食発生時は全国的に天候が安定し、悪天候が予想されていた沖縄県の一部地域なども含め全国の広い地域で、月食および天王星食が観測された。全国でアマチュア天文家などを含む多くの人が月食の様子を観測する姿が見られ、東京都渋谷区にあるSHIBUYA SKYでは高さ 230 m にある展望施設からの観望会が開催された。日本国内では約440年ぶりに皆既月食と惑星食の同時発生が観測されることもあり、国立天文台によるライブ配信が大きな反響を呼び、TwitterやInstagramといったソーシャルメディア上では「皆既月食」「天王星食」「一眼レフ」「皆既日食」などの言葉がトレンド入りするなど、大きな盛り上がりを見せた。月食の発生から約1ヶ月半後の同年12月22日には、今上天皇が皇居で撮影した7枚の月食の写真が宮内庁より公開された。

## ギャラリー

### 日本
（時刻はいずれもJST）

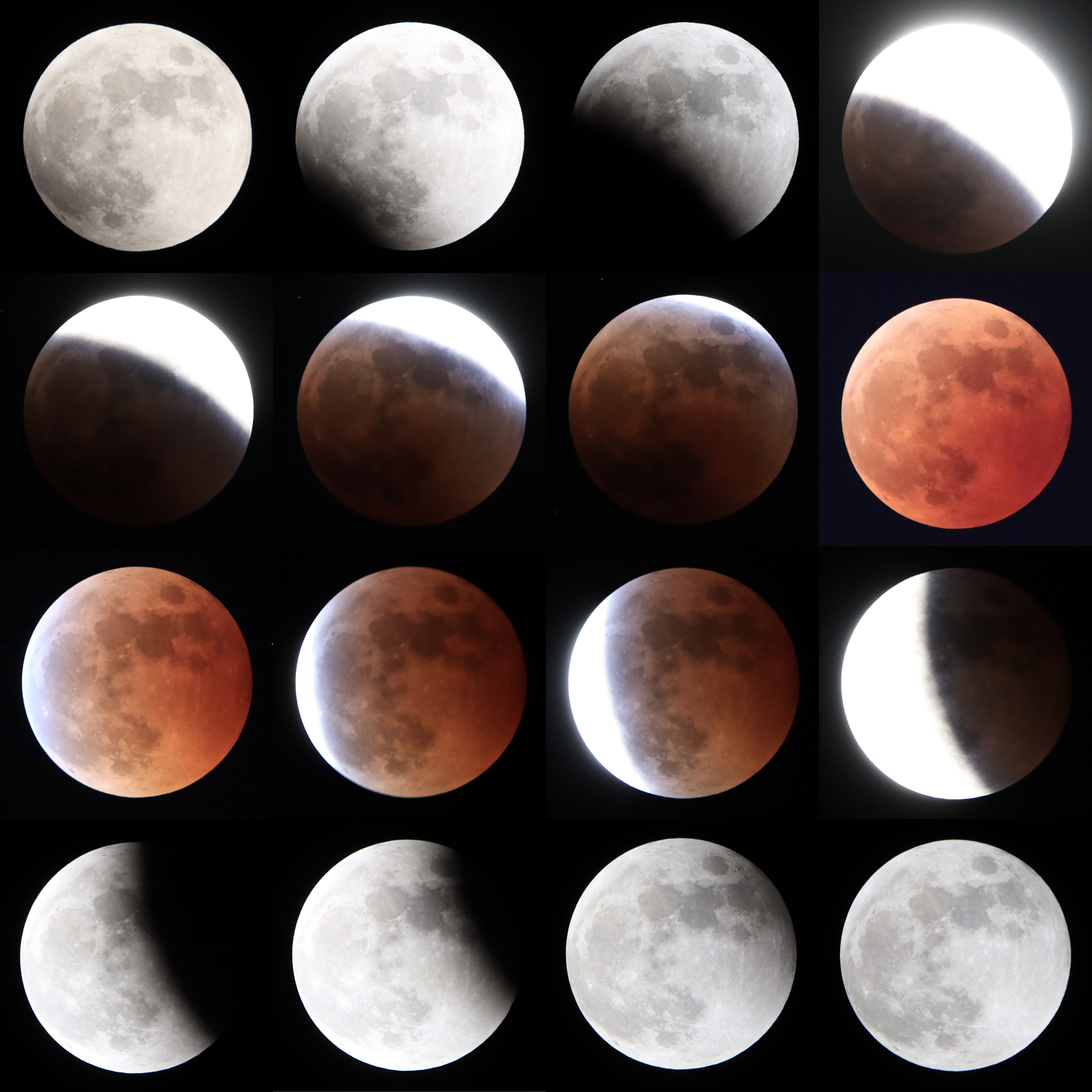
愛知県での月食の経過、17:54 - 22:27
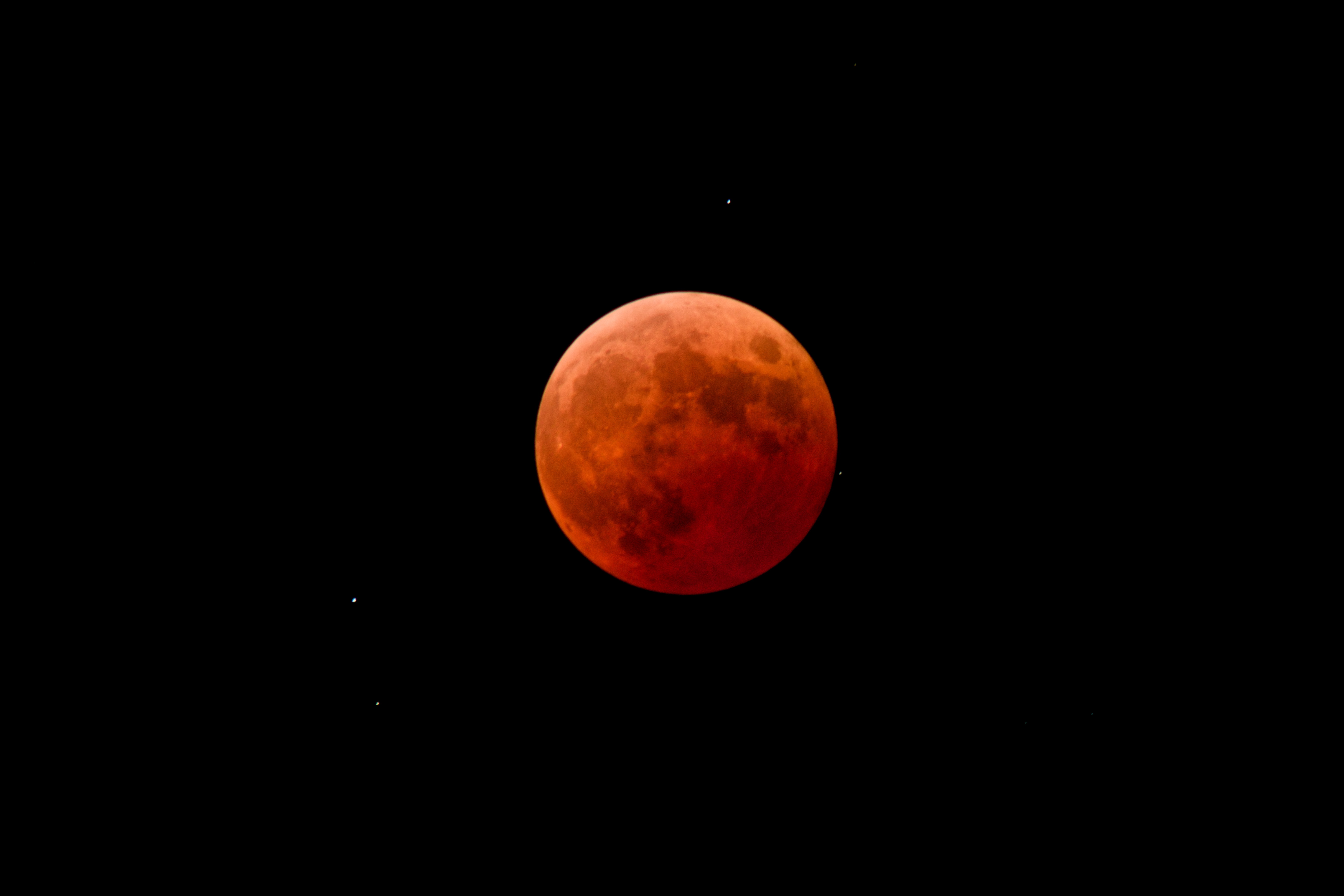
北海道稚内市、19:58
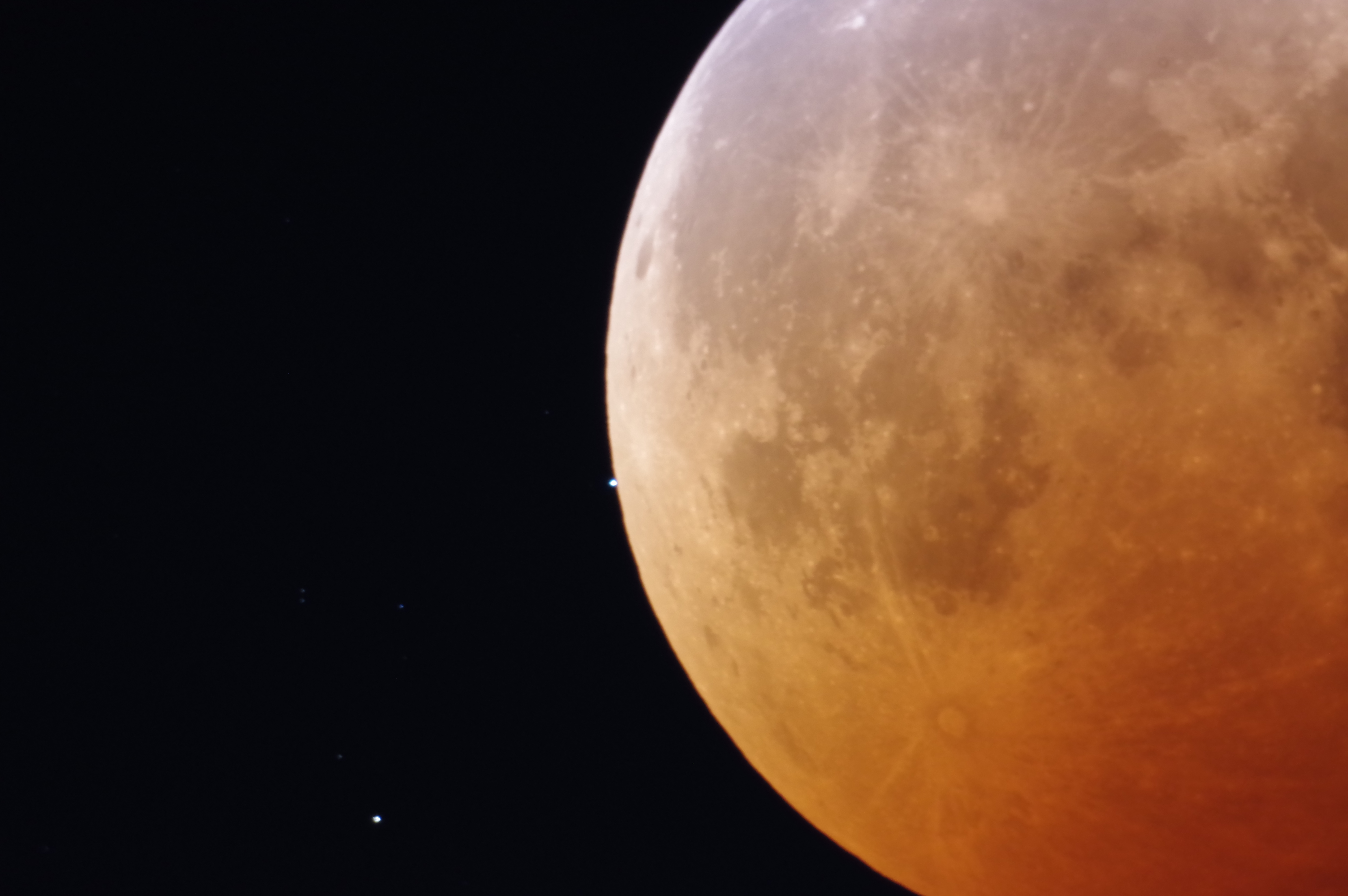
月食中の月に隠される直前の天王星。岐阜県、20:34
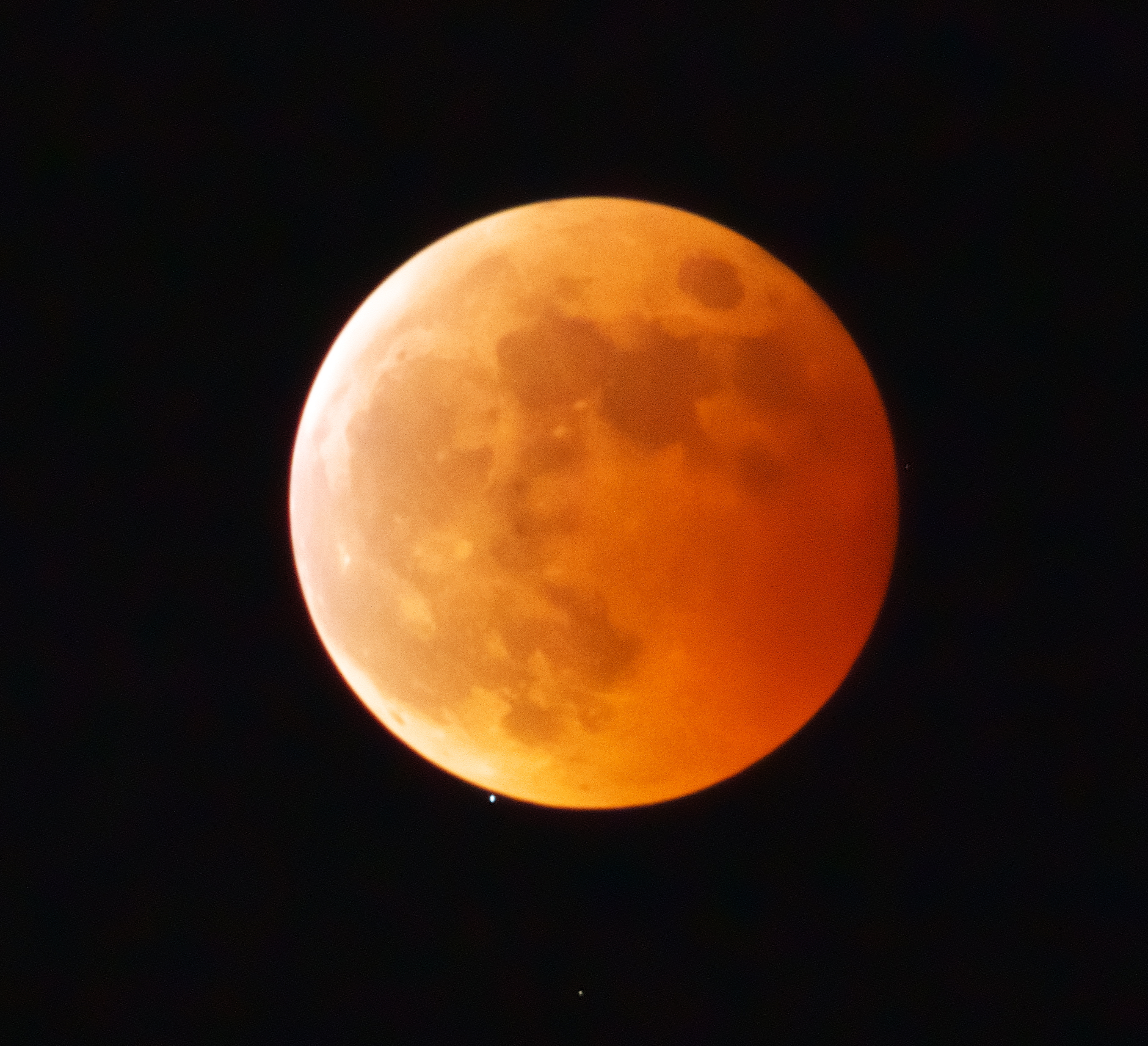
月食中の月に隠される直前の天王星。愛知県半田市、20:32
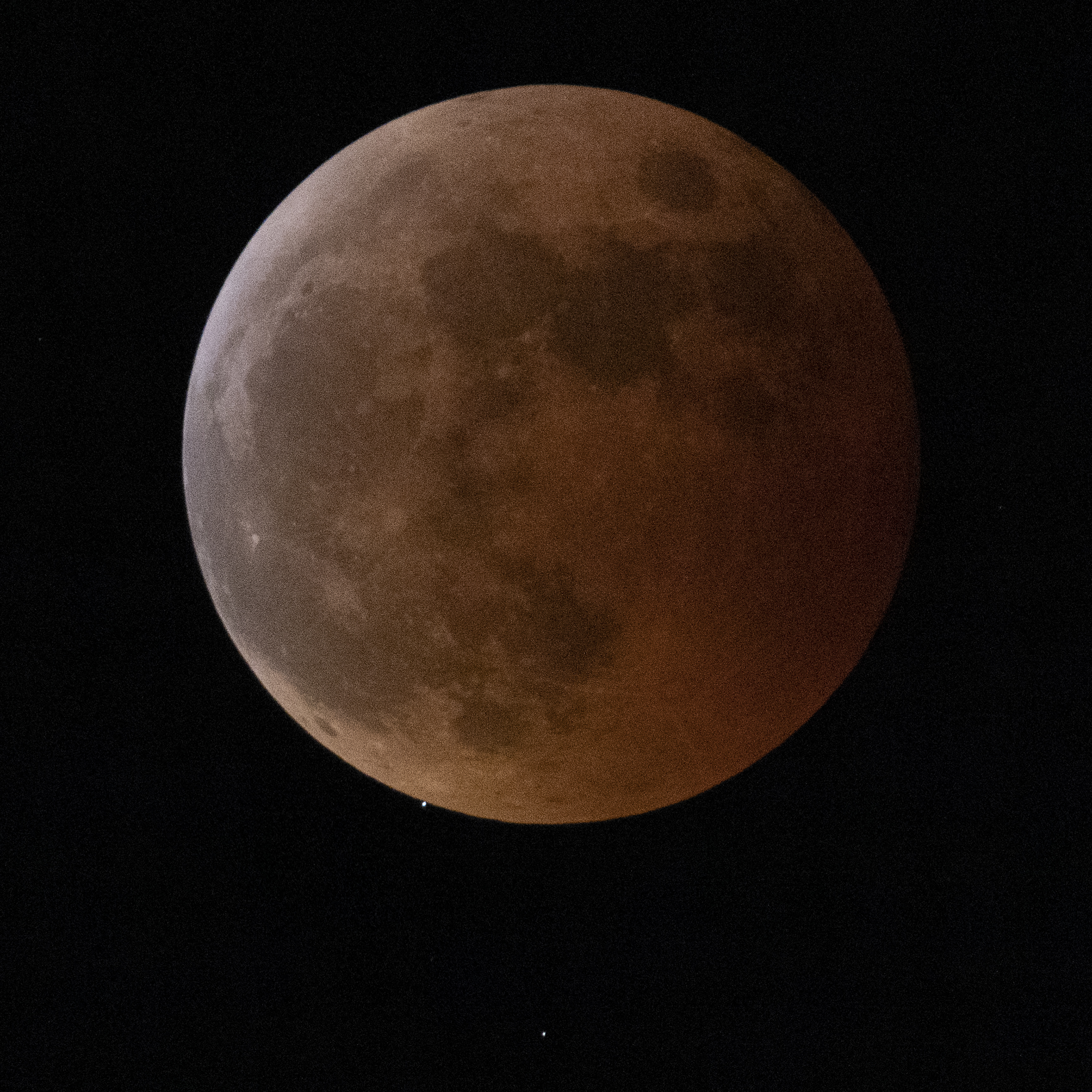
月食中の月に隠される直前の天王星。香川県高松市、20:27
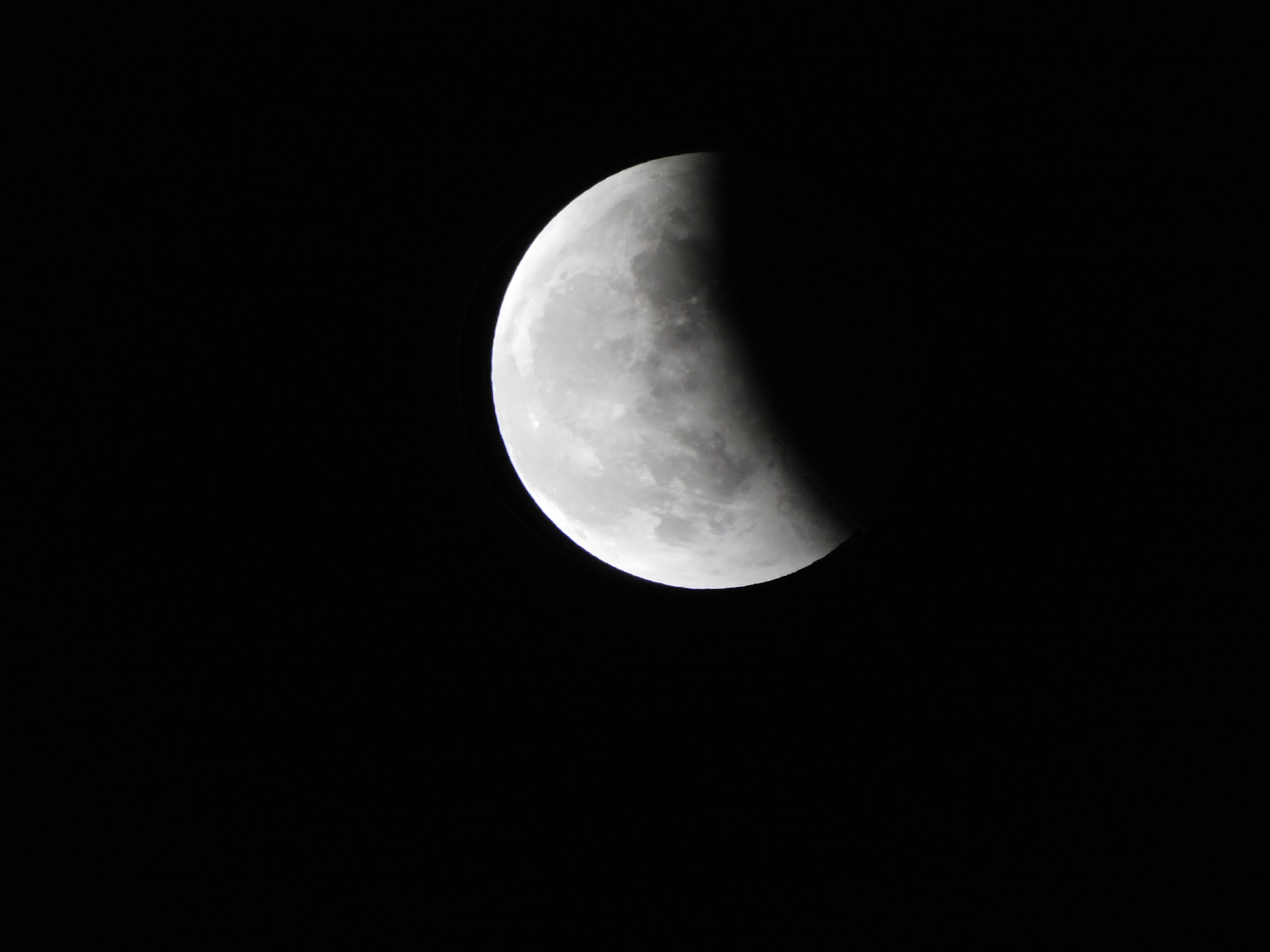
皆既食終了後の部分食。栃木県宇都宮市、21:32
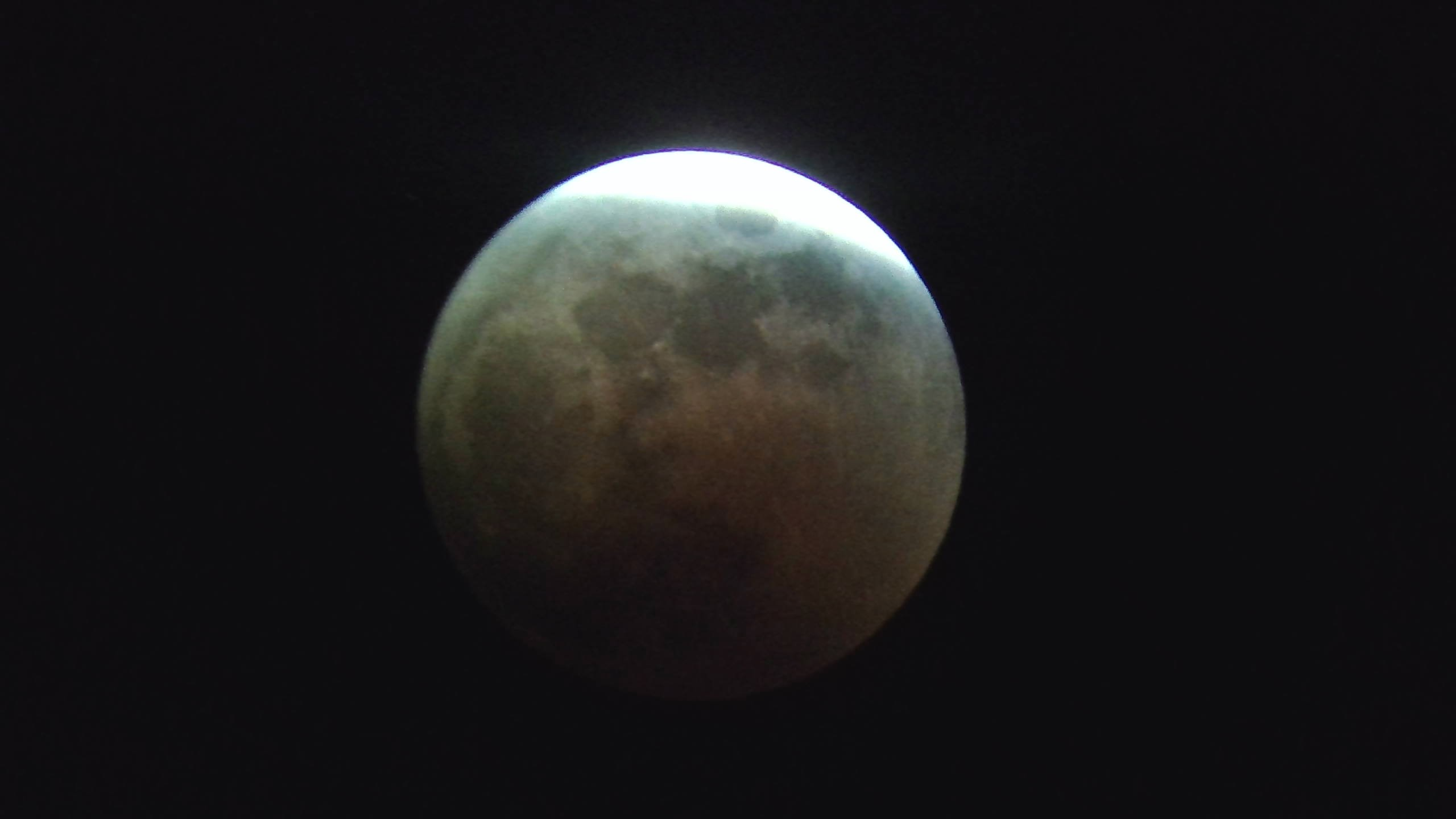
月が地球の影に完全に隠れようとしている。茨城県つくば市、19～20時

### アジア ・オセアニア

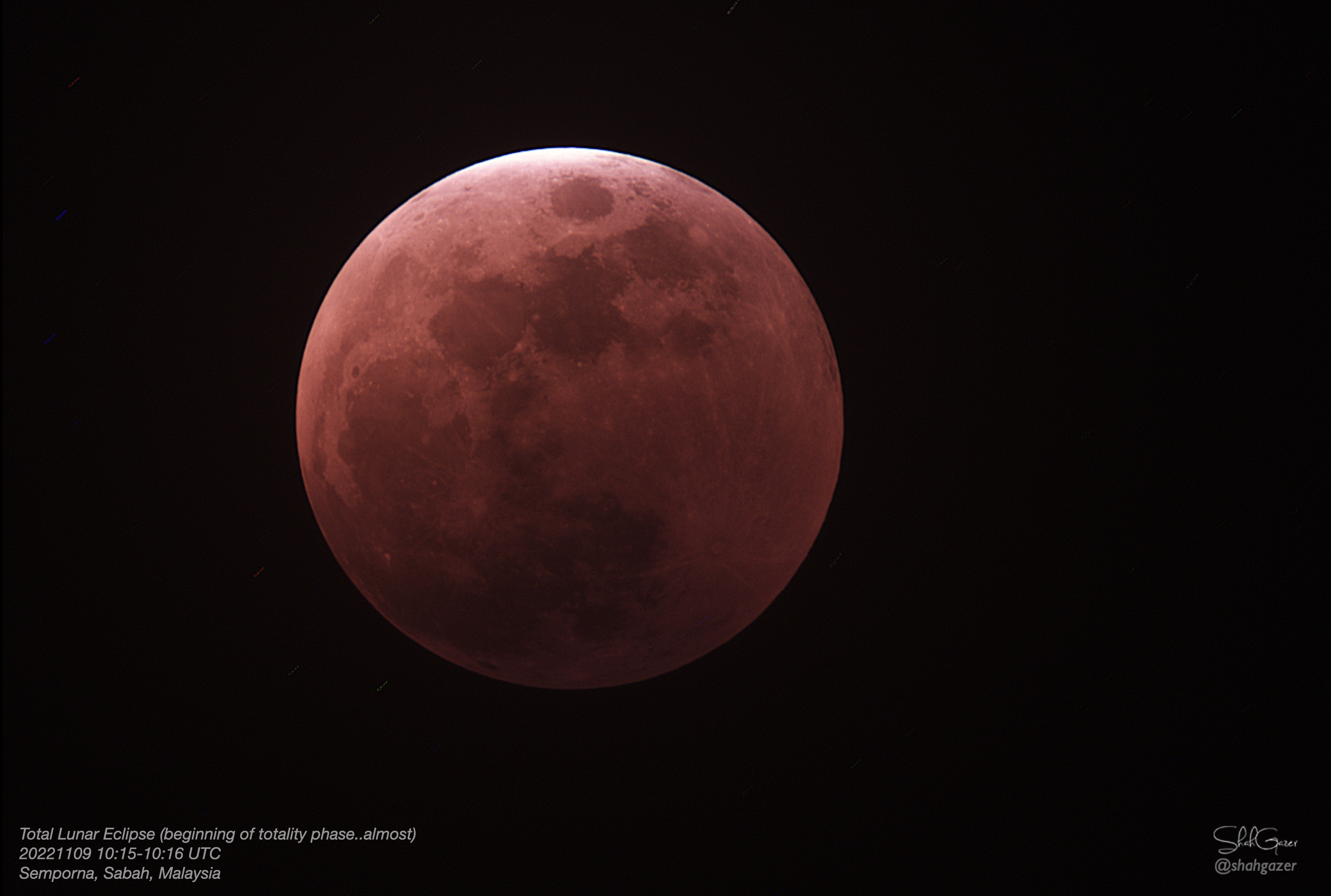
マレーシア・サバ州、10:15 UTC
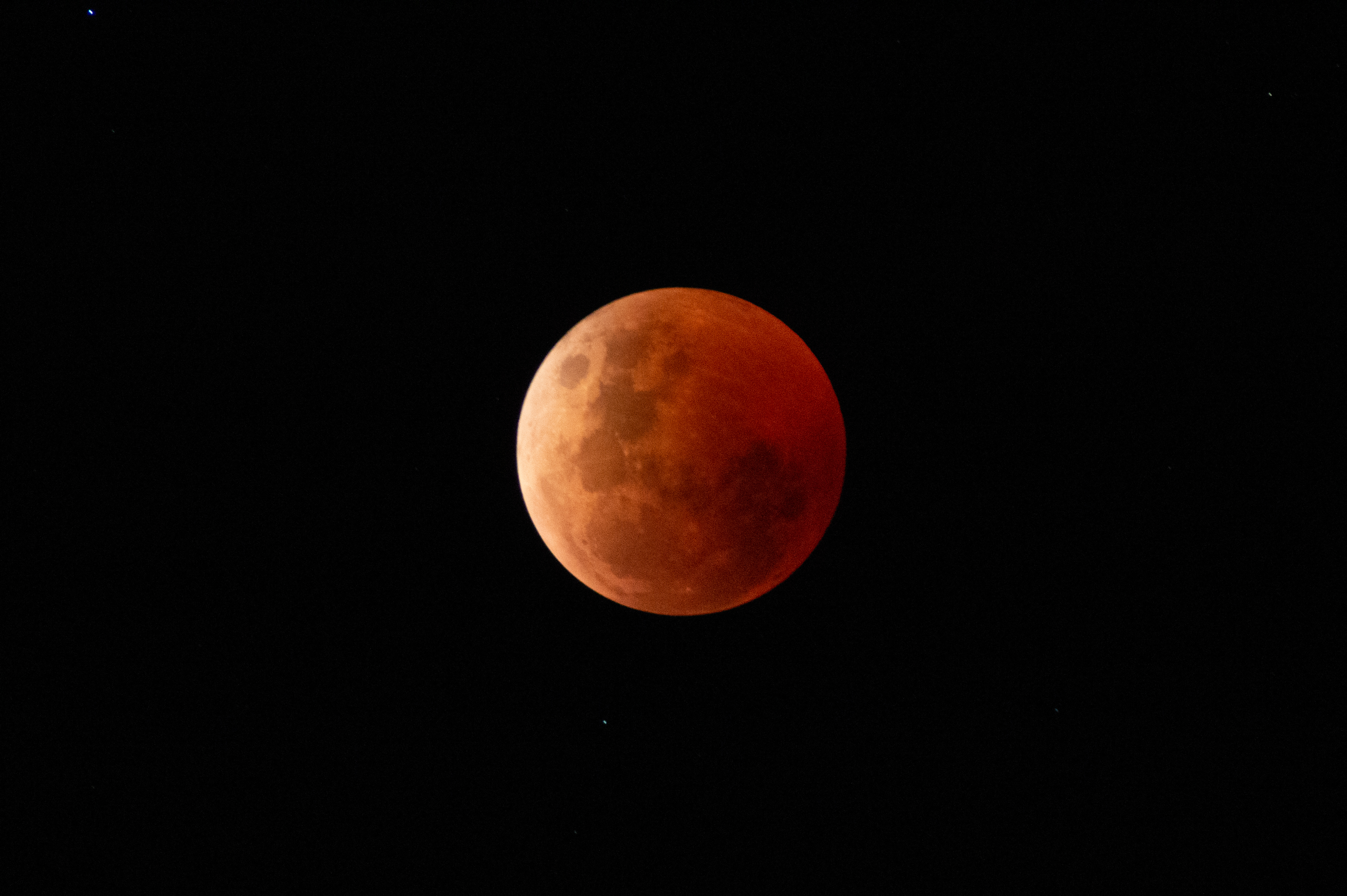
オーストラリア・キャンベラ、10:48 UTC
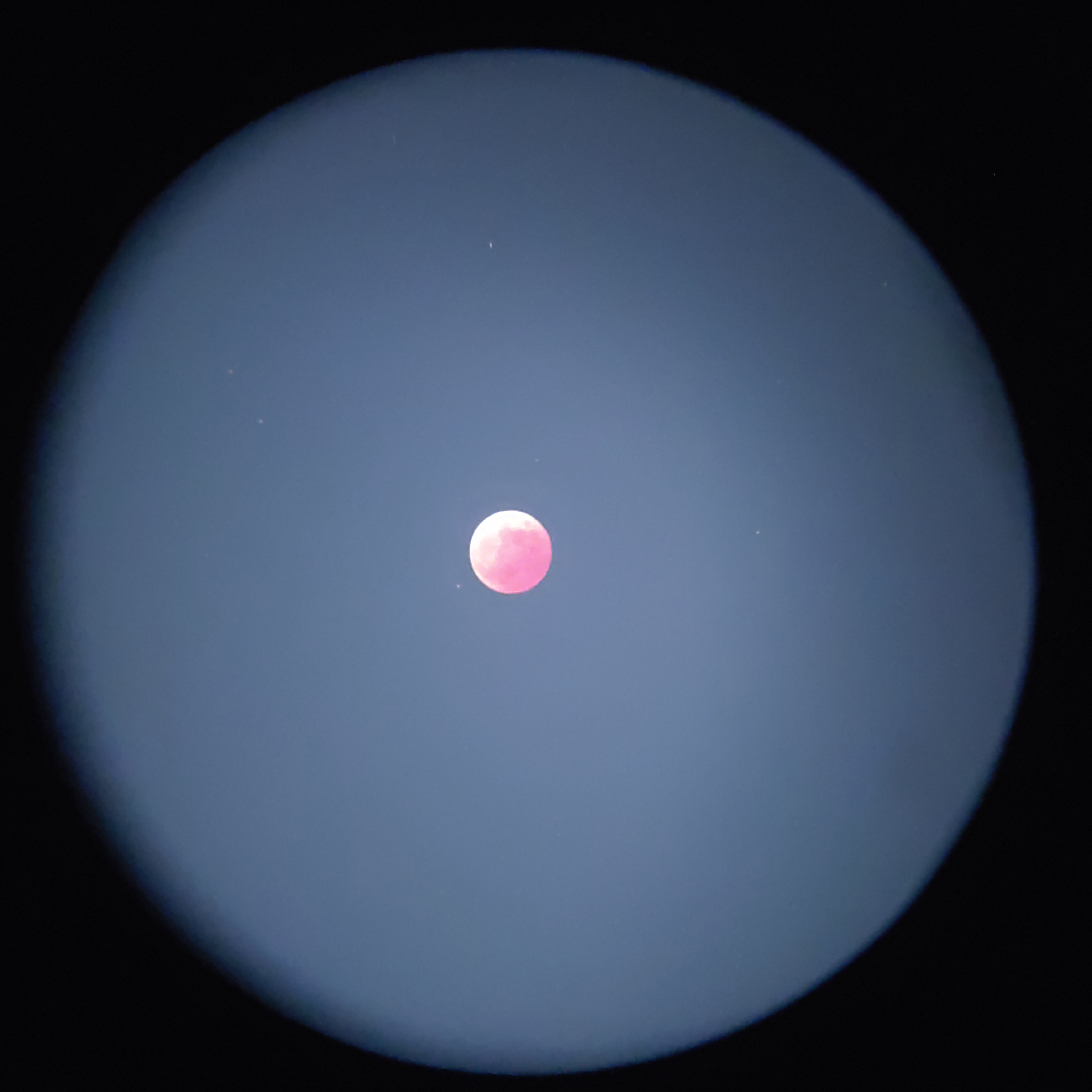
中華人民共和国・山東省長島県、11:05 UTC
インドネシア・パランカラヤ、11:26 UTC
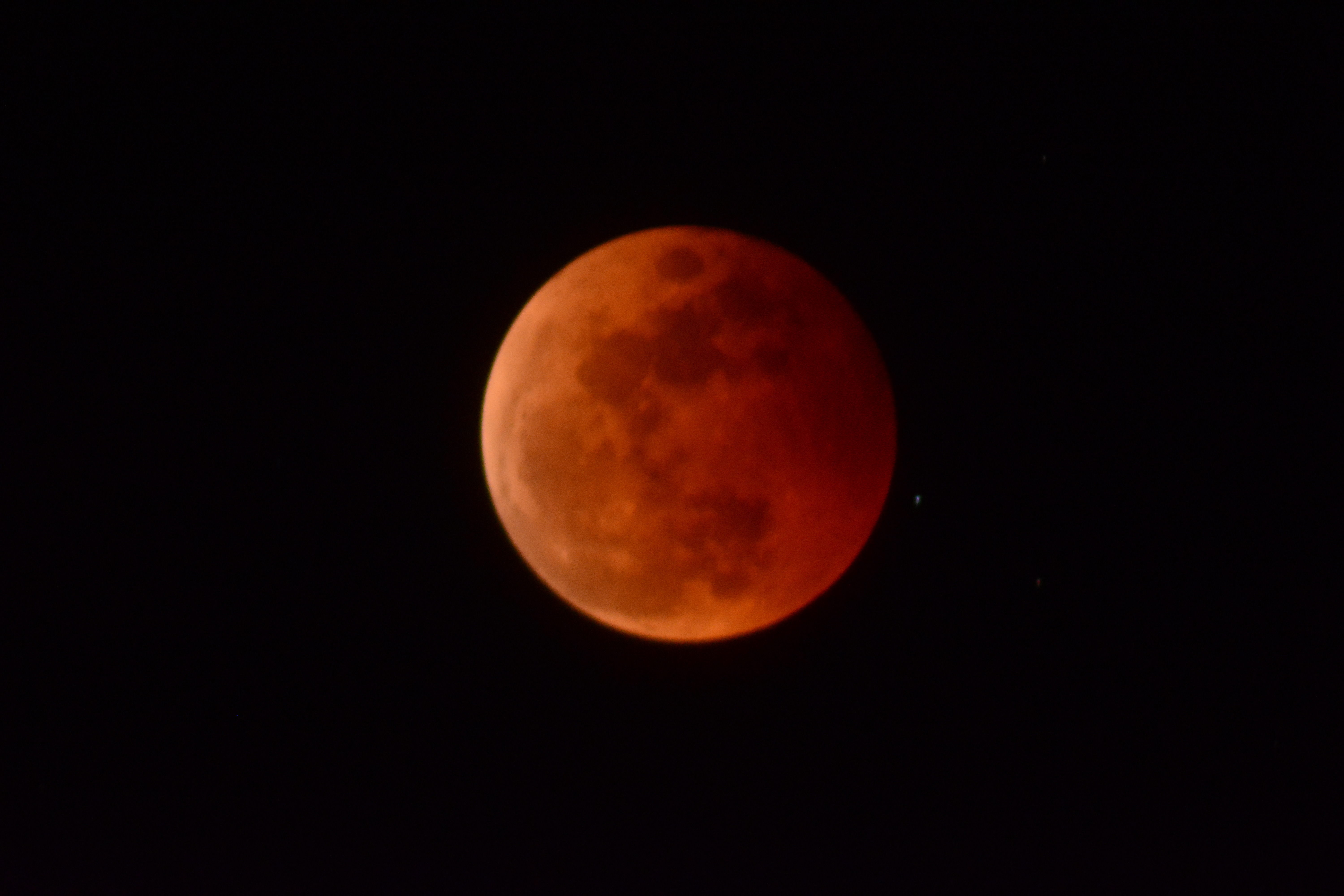
フィリピン・ラグナ州、11:35 UTC
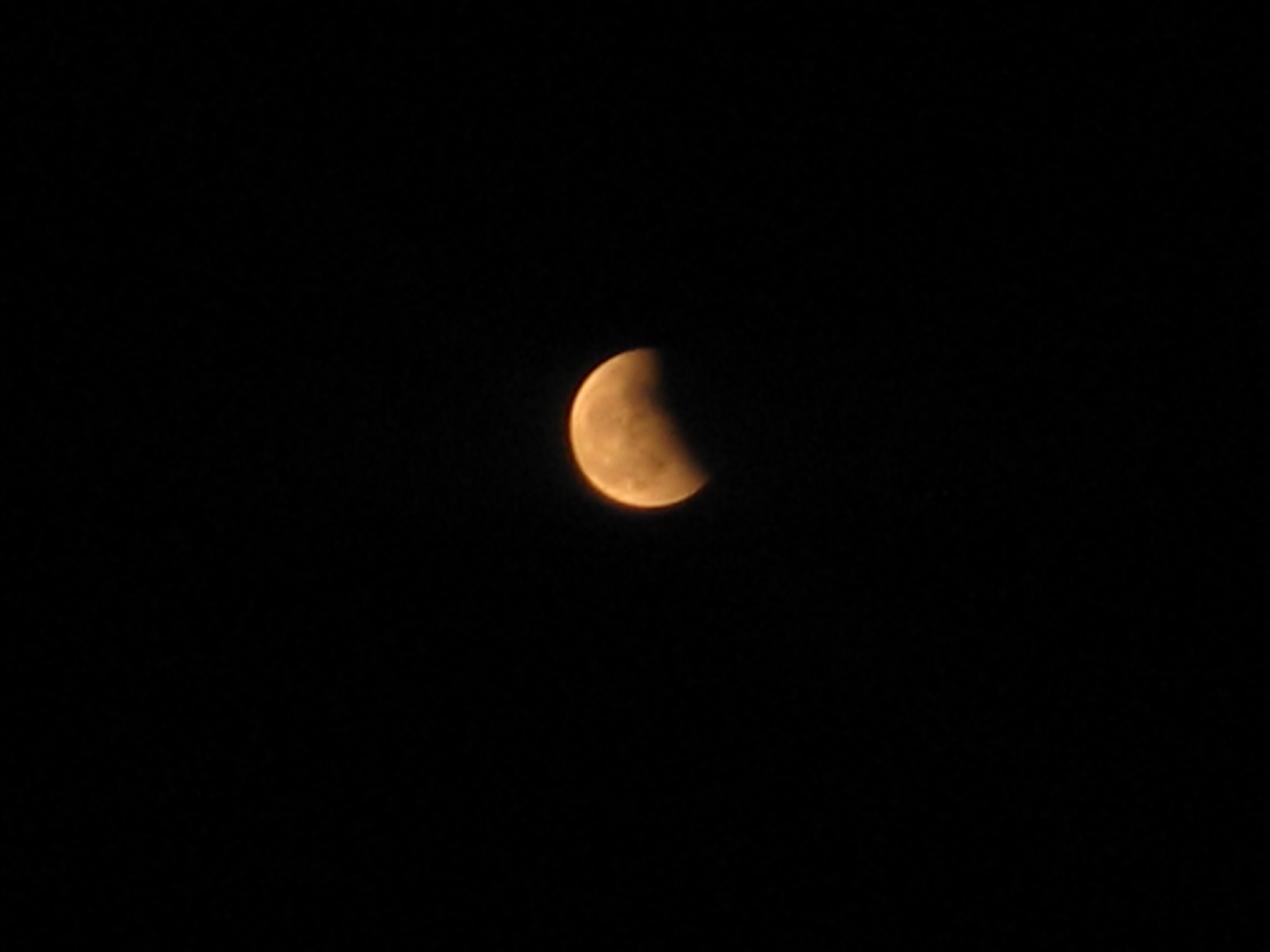
中華人民共和国・安徽省合肥市、12:31 UTC

### 北米

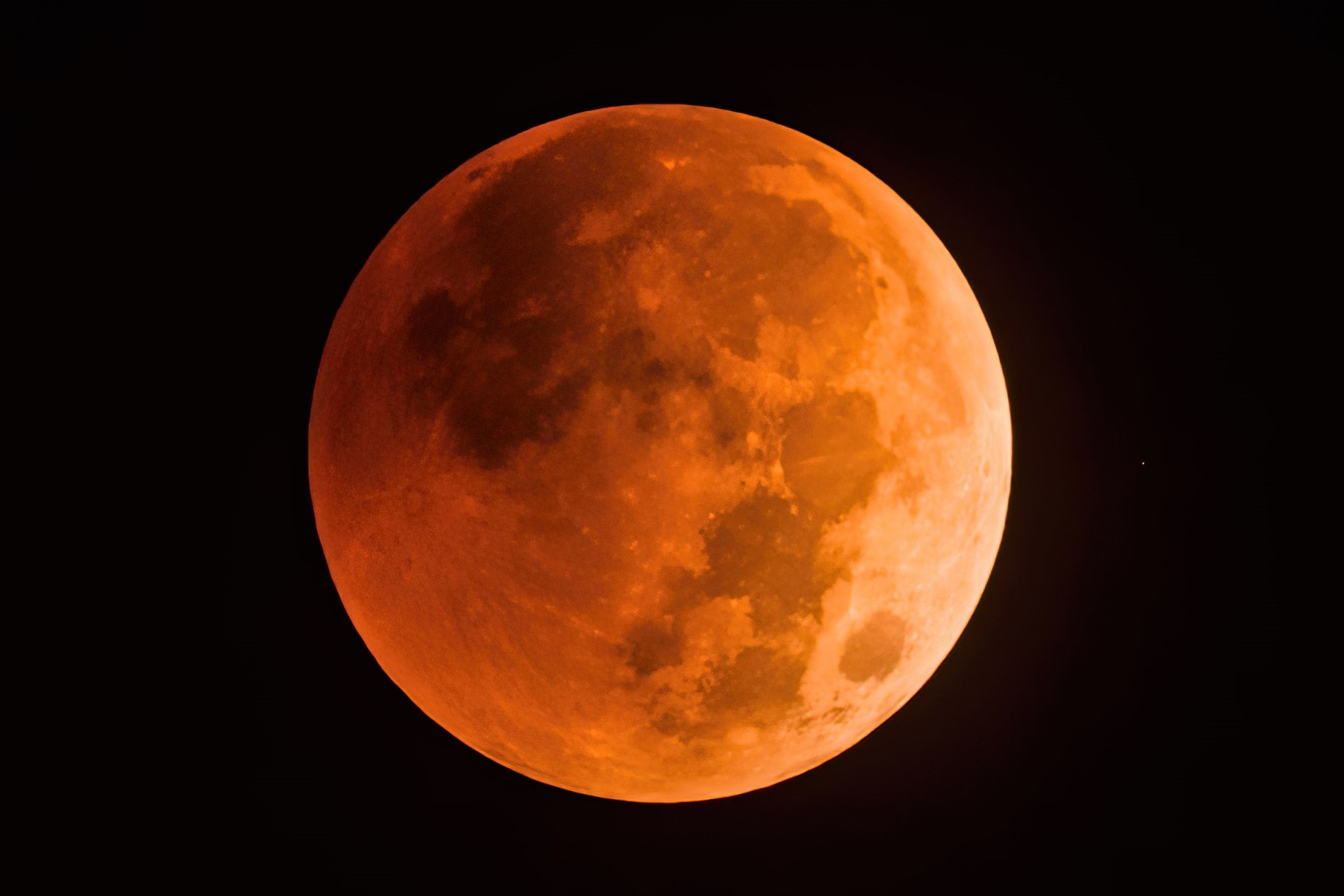
ニューヨーク州・ミドルタウン、10:27 UTC
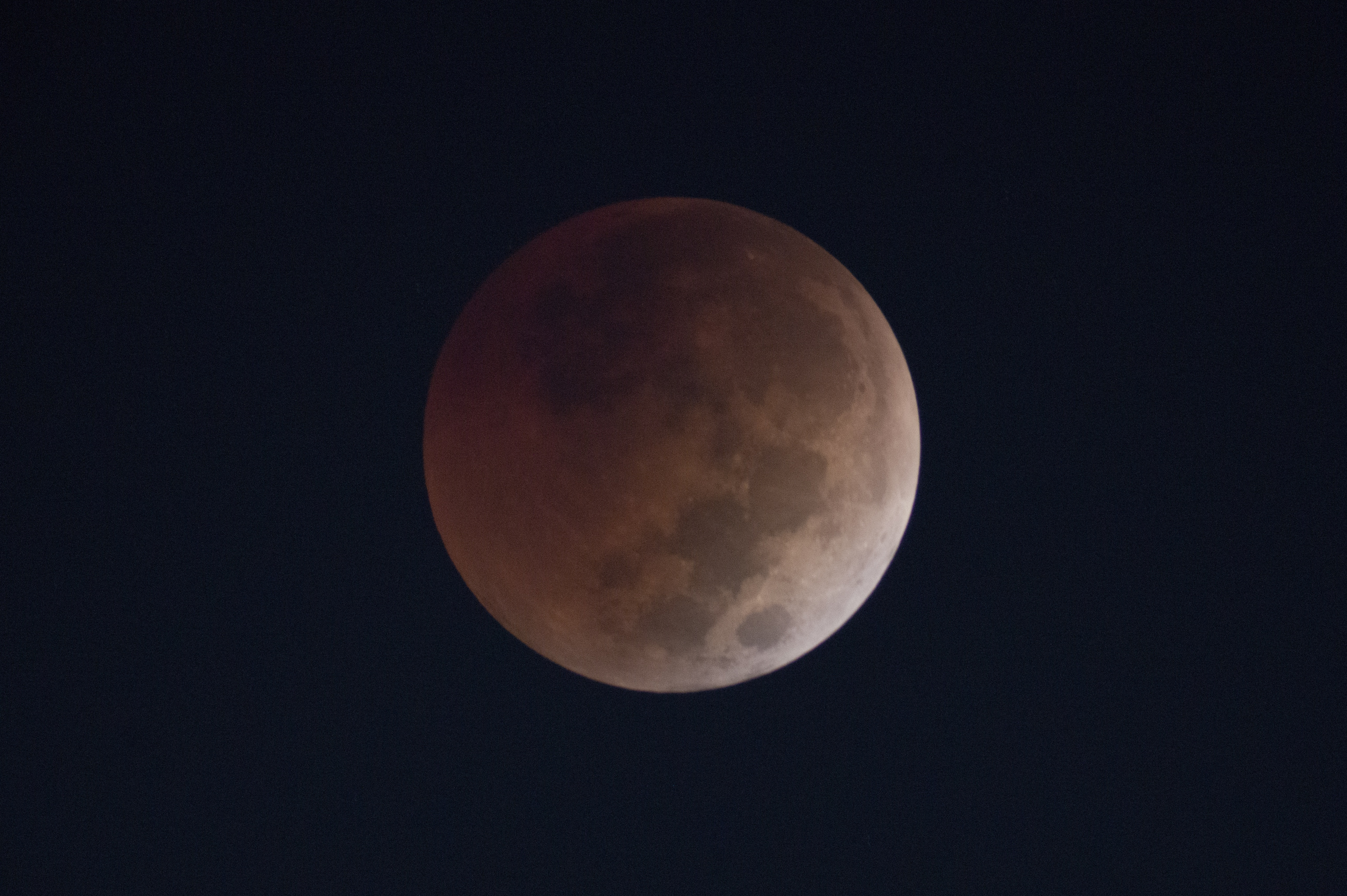
フロリダ州・マイアミ、10:27 UTC
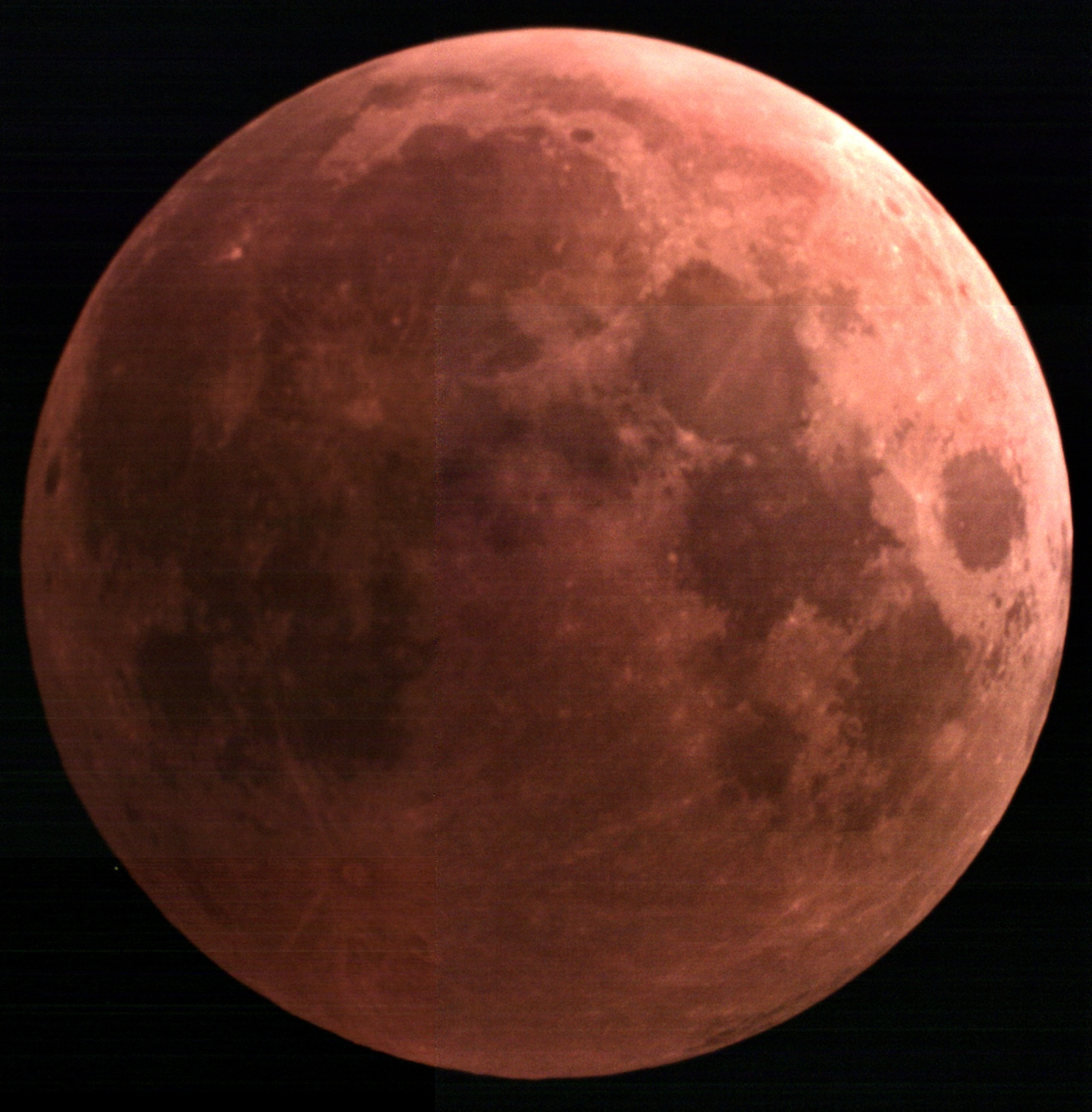
フロリダ州・メリット島、10:32 UTC
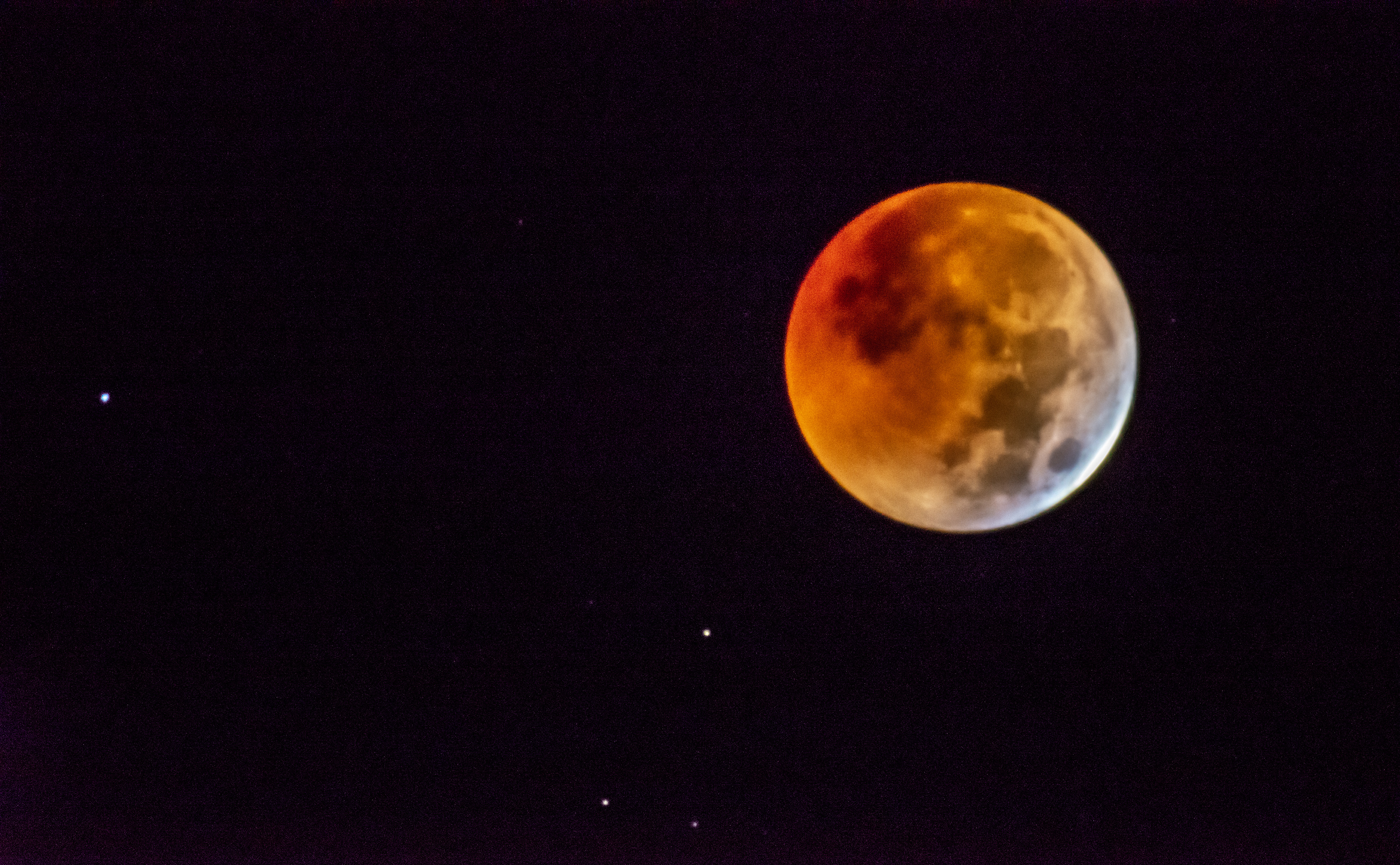
ミシガン州・ミュニス（英語版）、11:16 UTC
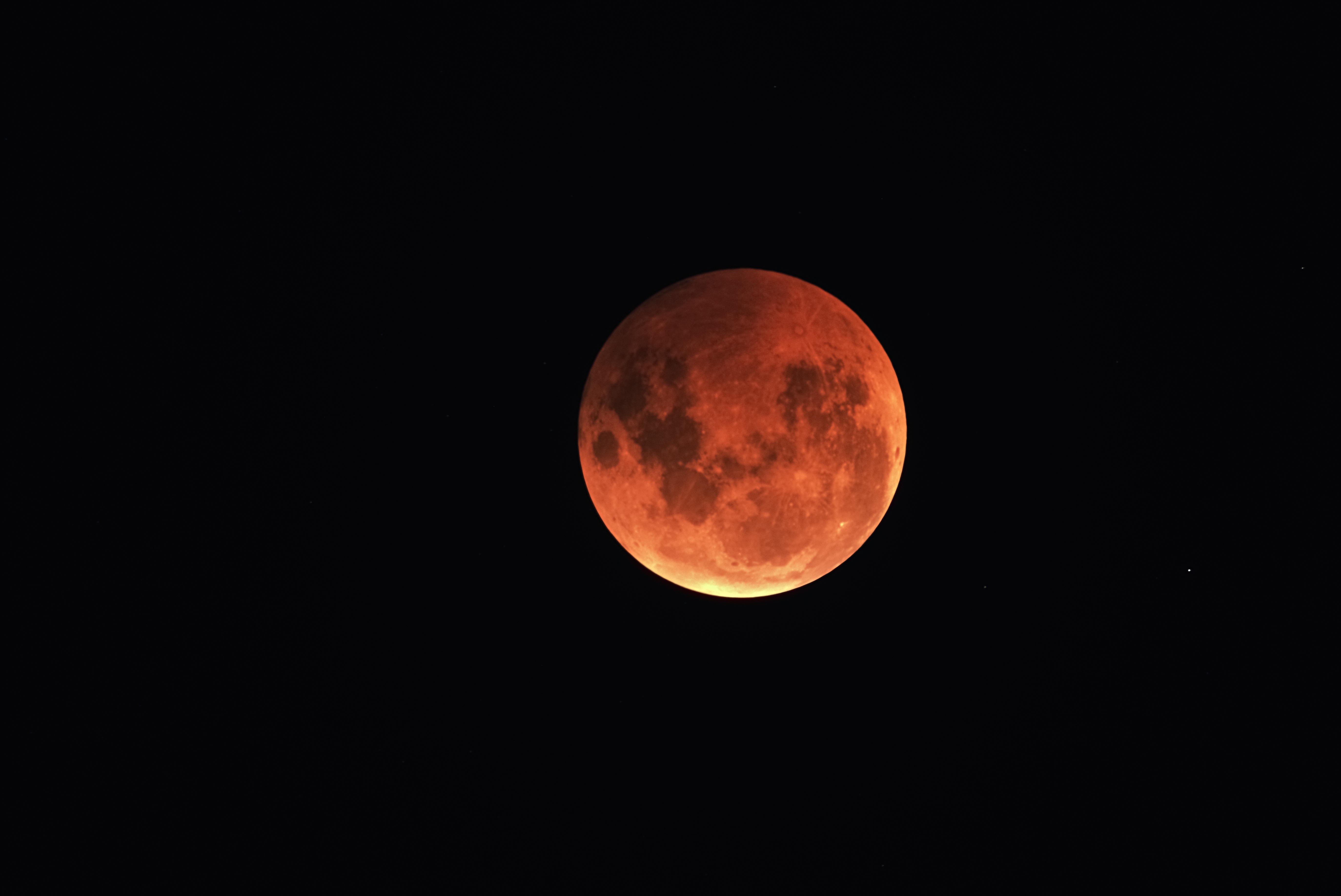
11:17 UTC